# Рокмор (Тарн)
Рокмо́р (фр. Roquemaure, окс. Ròcamaura) — коммуна во Франции, находится в регионе Юг — Пиренеи. Департамент — Тарн. Входит в состав кантона Виньобль и Бастид. Округ коммуны — Альби.
Код INSEE коммуны — 81228.

## География

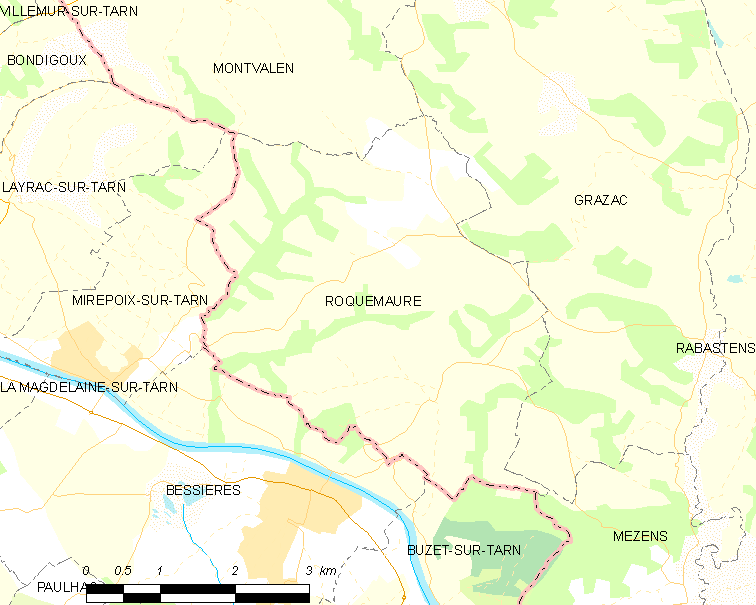
Карта коммуны

Коммуна расположена приблизительно в 570 км к югу от Парижа, в 28 км северо-восточнее Тулузы, в 45 км к западу от Альби.

## Климат
Климат умеренно-океанический. Зима мягкая и дождливая, лето жаркое с частыми грозами. Ветры довольно редки.

## Население
Население коммуны на 2010 год составляло 386 человек.
| 1962 | 1968 | 1975 | 1982 | 1990 | 1999 | 2010 |
| ---- | ---- | ---- | ---- | ---- | ---- | ---- |
| 267  | 234  | 210  | 251  | 254  | 287  | 386  |

## Администрация
| Период | Период | Фамилия    | Партия | Примечания |
| ------ | ------ | ---------- | ------ | ---------- |
| 2001   | 2014   | Кристиан О |        |            |
| 2014   | 2020   | Клод Сули  |        |            |

## Экономика
В 2007 году среди 234 человек в трудоспособном возрасте (15—64 лет) 184 были экономически активными, 50 — неактивными (показатель активности — 78,6 %, в 1999 году было 72,2 %). Из 184 активных работали 174 человека (100 мужчин и 74 женщины), безработных было 10 (5 мужчин и 5 женщин). Среди 50 неактивных 15 человек были учениками или студентами, 22 — пенсионерами, 13 были неактивными по другим причинам.